# 劒岳 点の記
『劒岳 点の記』（つるぎだけ てんのき）は、新田次郎の小説、およびこれを原作とした日本映画である。

## 概説
明治時代末期、陸軍参謀本部陸地測量部（現在の国土地理院）によって実際に飛騨山脈（北アルプス）の立山連峰で行われた山岳測量プロジェクトを扱った。日本地図を完成させるために信念と勇気をもって困難な山岳測量に取り組んだ男たちを描いている。

## あらすじ
1906年（明治39年）、参謀本部陸地測量部の測量官・柴崎芳太郎に未踏峰とされてきた剱岳への登頂と測量の命令が下った。それは日本地図最後の空白地帯を埋めるという重要かつ困難を極める任務であった。
山麓の山案内人とともに測量に挑んだ男たちは山岳信仰から剱岳を畏怖する地元住民の反発、ガレ場だらけの切り立った尾根と悪天候・雪崩などの厳しい自然環境、日本山岳会との登頂争い、未発達な測量技術と登山装備など様々な困難と戦いながら測量を行うが…。

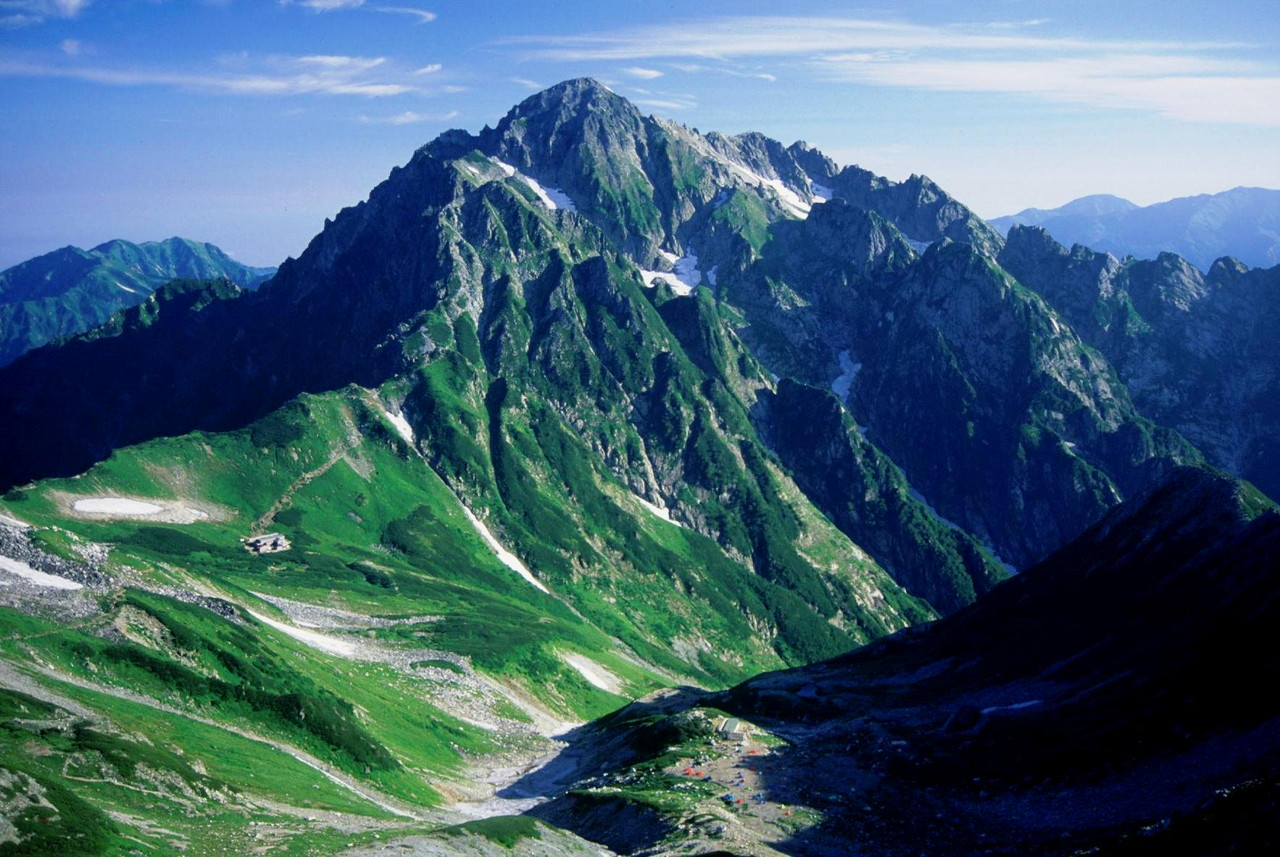
別山から望む剱岳。かつて剱岳は針の山、地獄の山とされ、別山の遥拝所から仰ぎ見るだけとされていた。
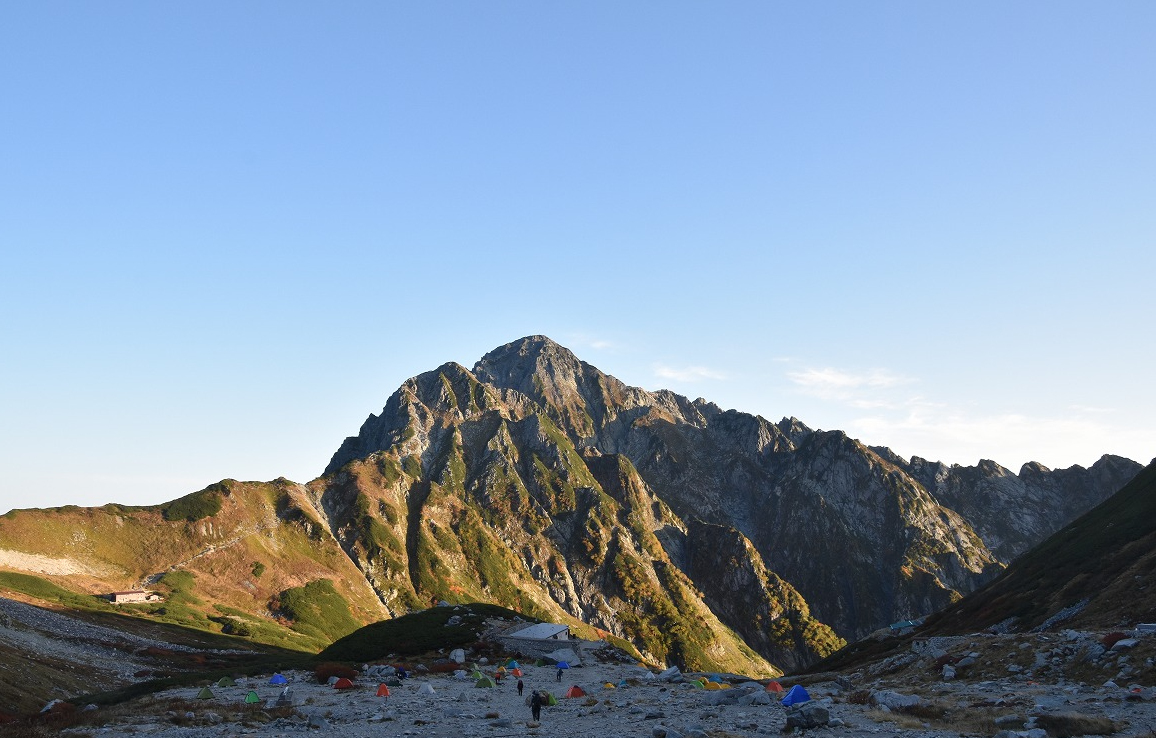
剱沢キャンプ場から望む早朝の剱岳。左手に見える山小屋が剣山荘。
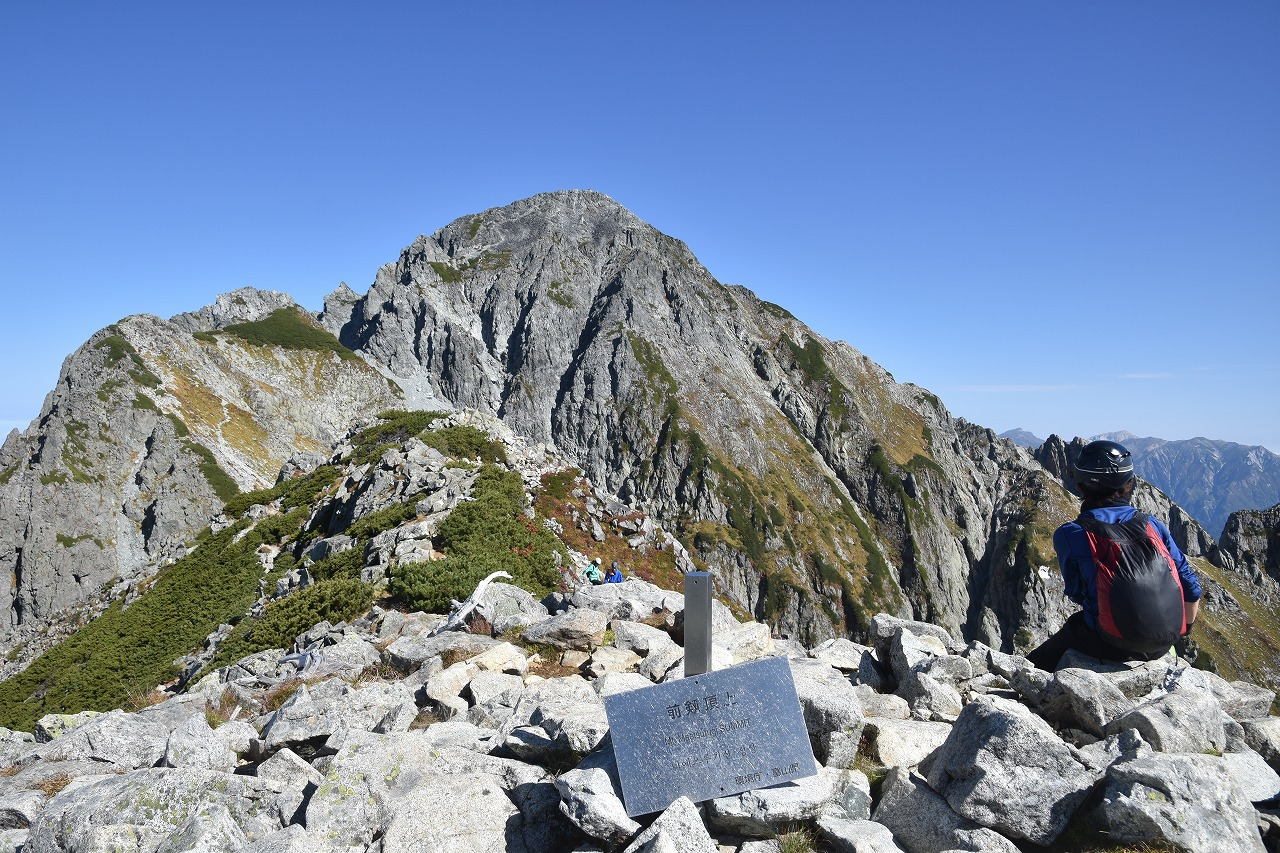
剣山荘経由で剱岳山頂を目指す場合、まずは前剱山頂を目指す。
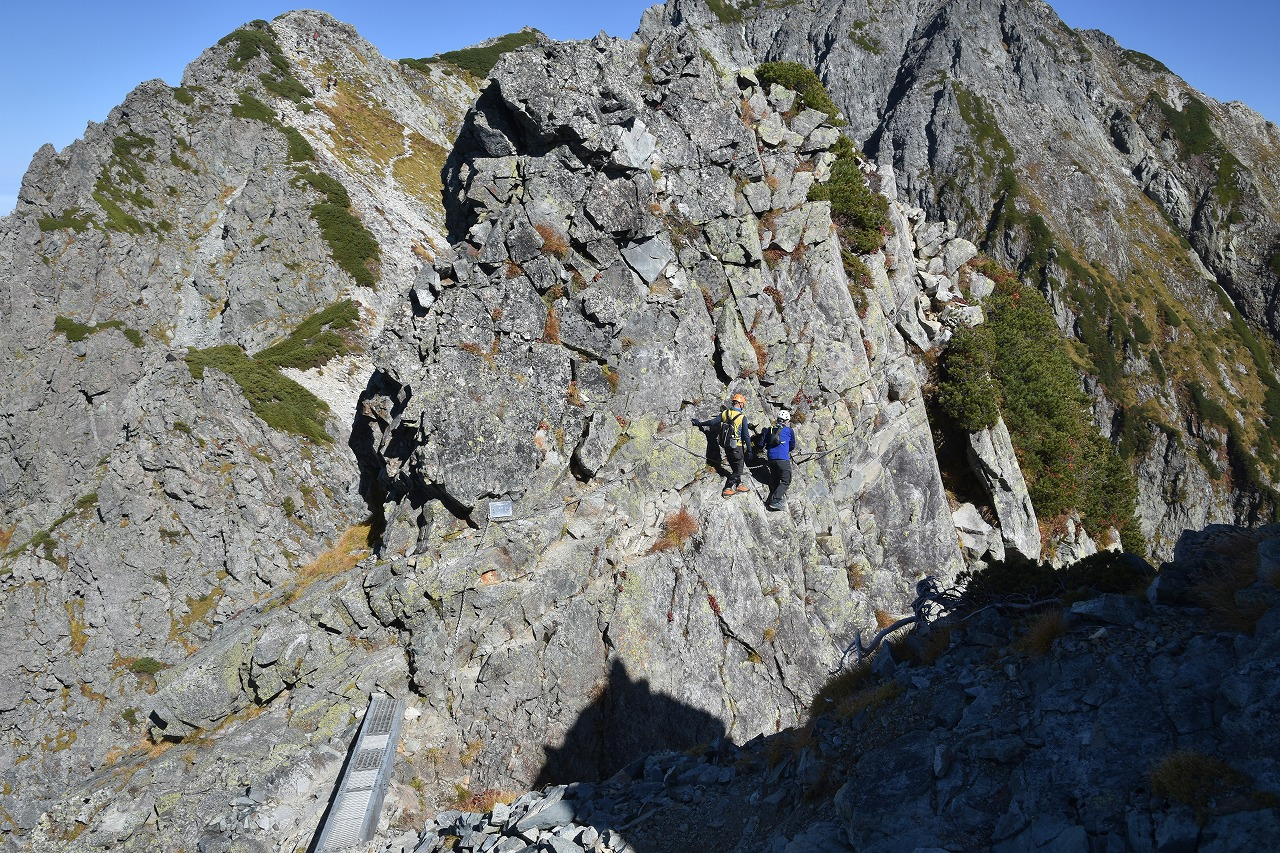
ラダーと鎖場の例。
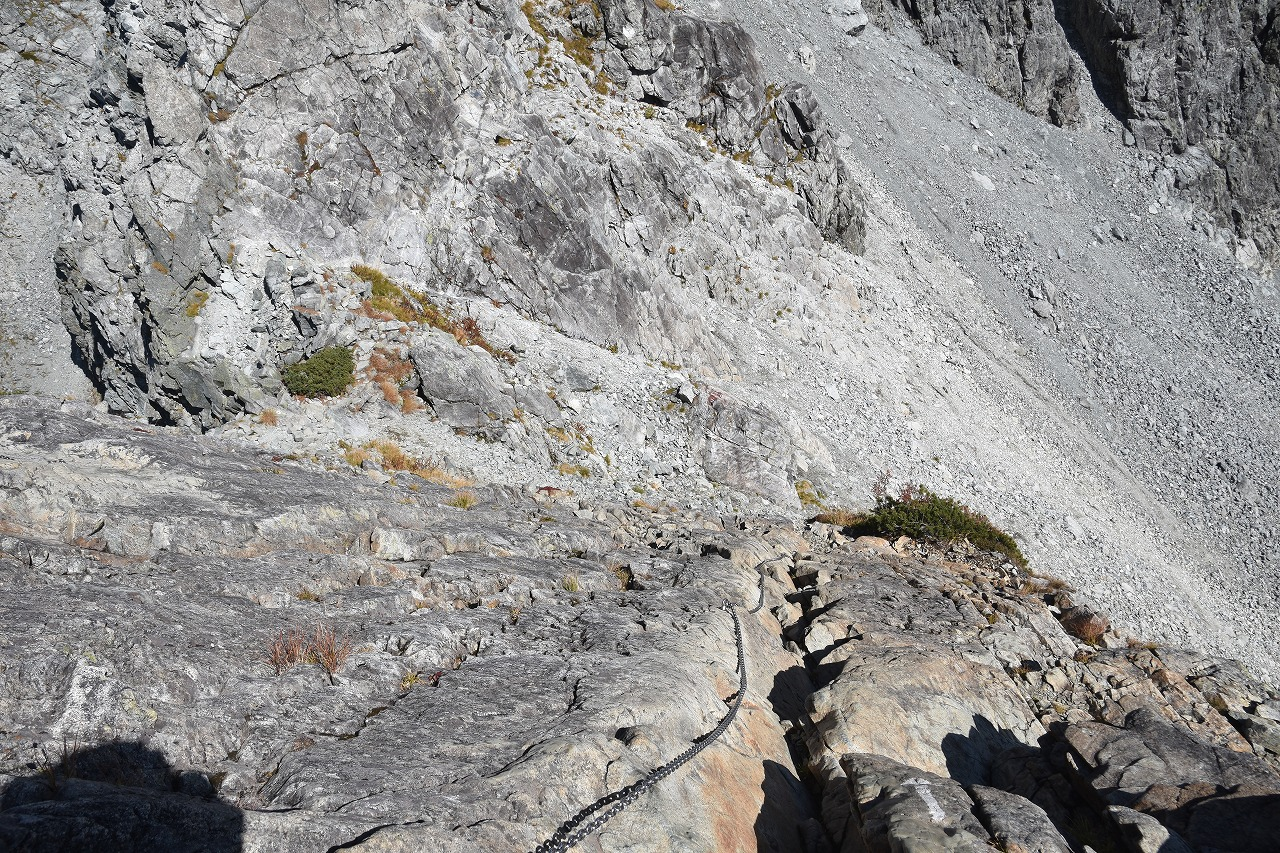
垂直に近い岩場を登攀していく。
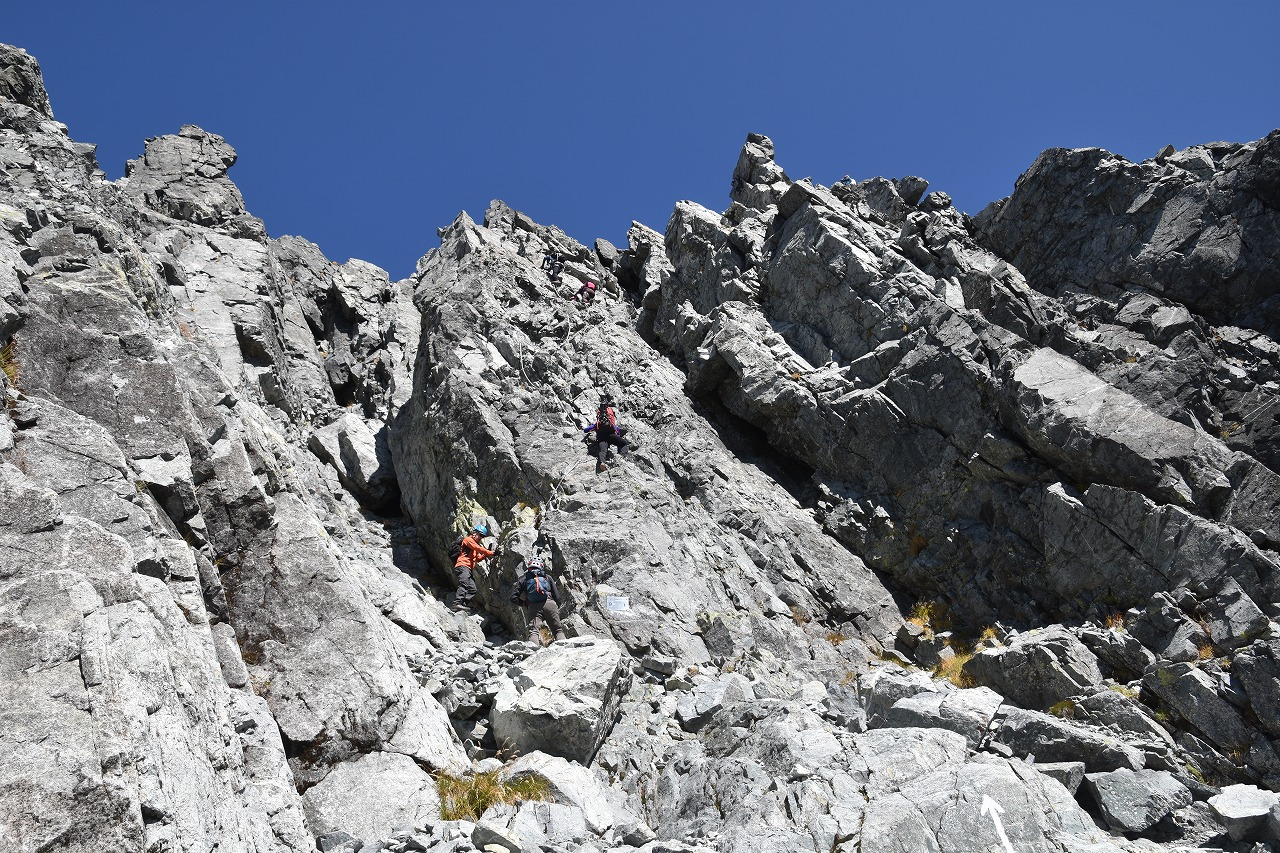
剱岳は上りと下りのルートが分けられており、登頂時は画像のカニのタテバイを通り、下山時にカニのヨコバイを通る。なお、新田次郎はカニのヨコバイ経由で登頂している[1]。
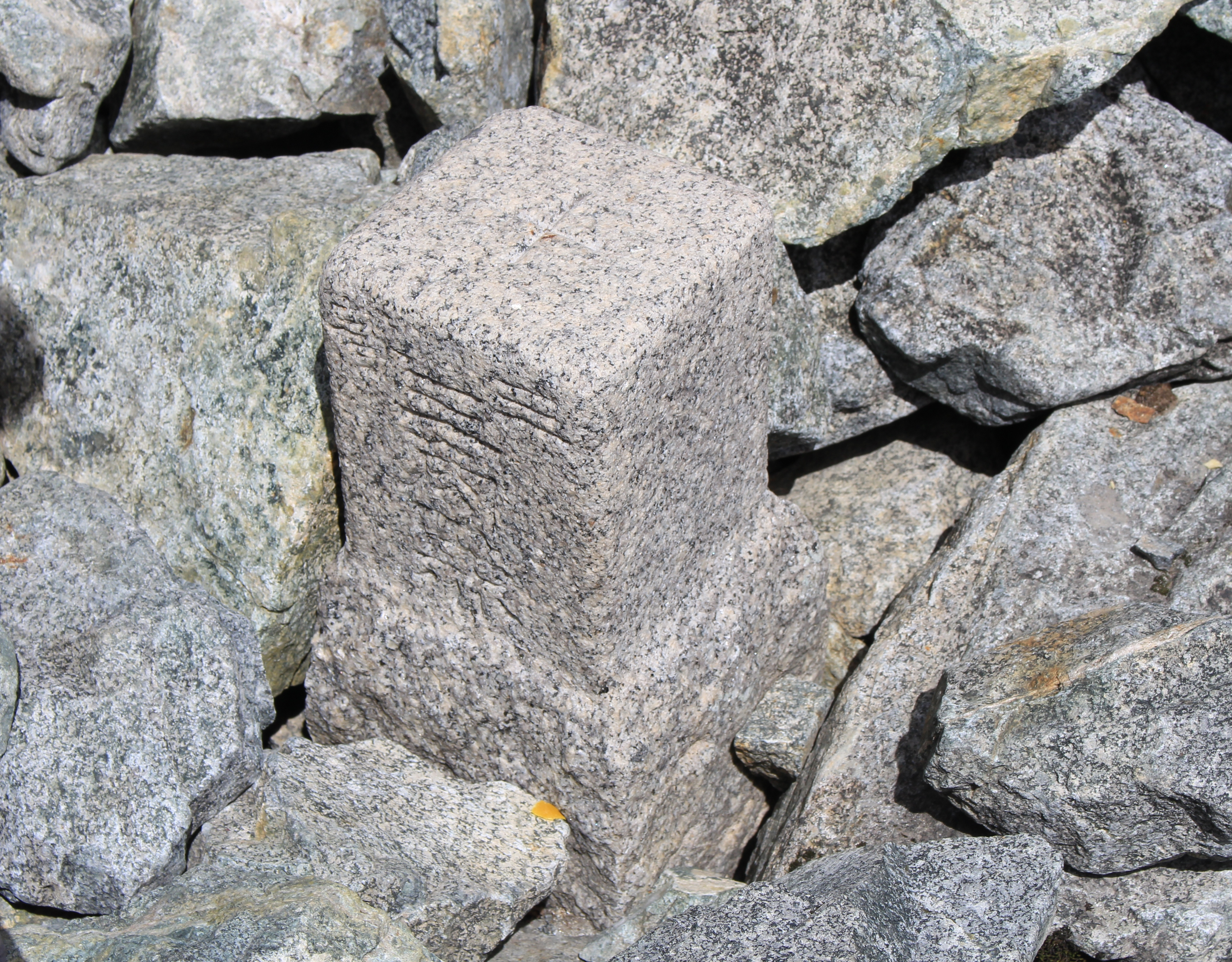
剱岳山頂の三等三角点
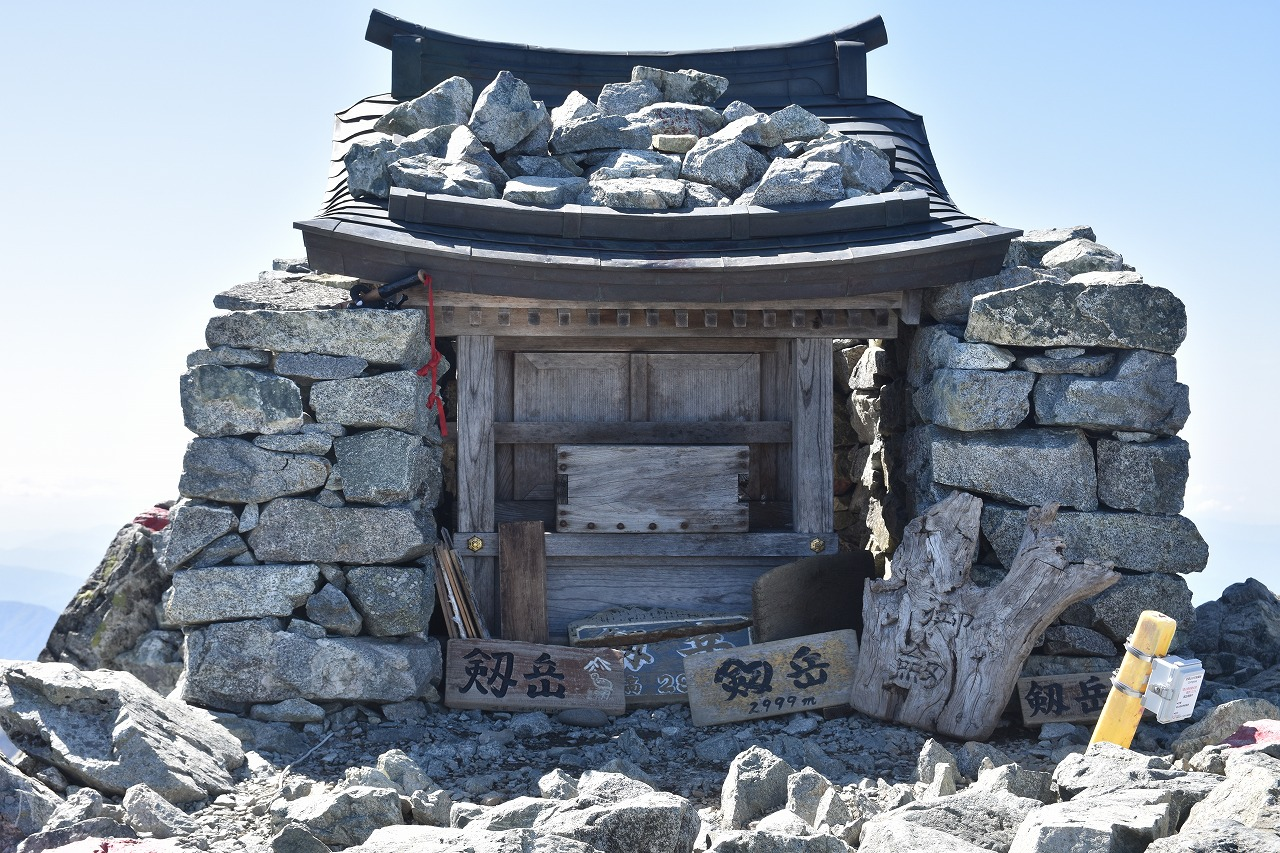
剱岳山頂の社。2008年に、剱岳測量100年記念事業で新しく建て替えられた[3]。
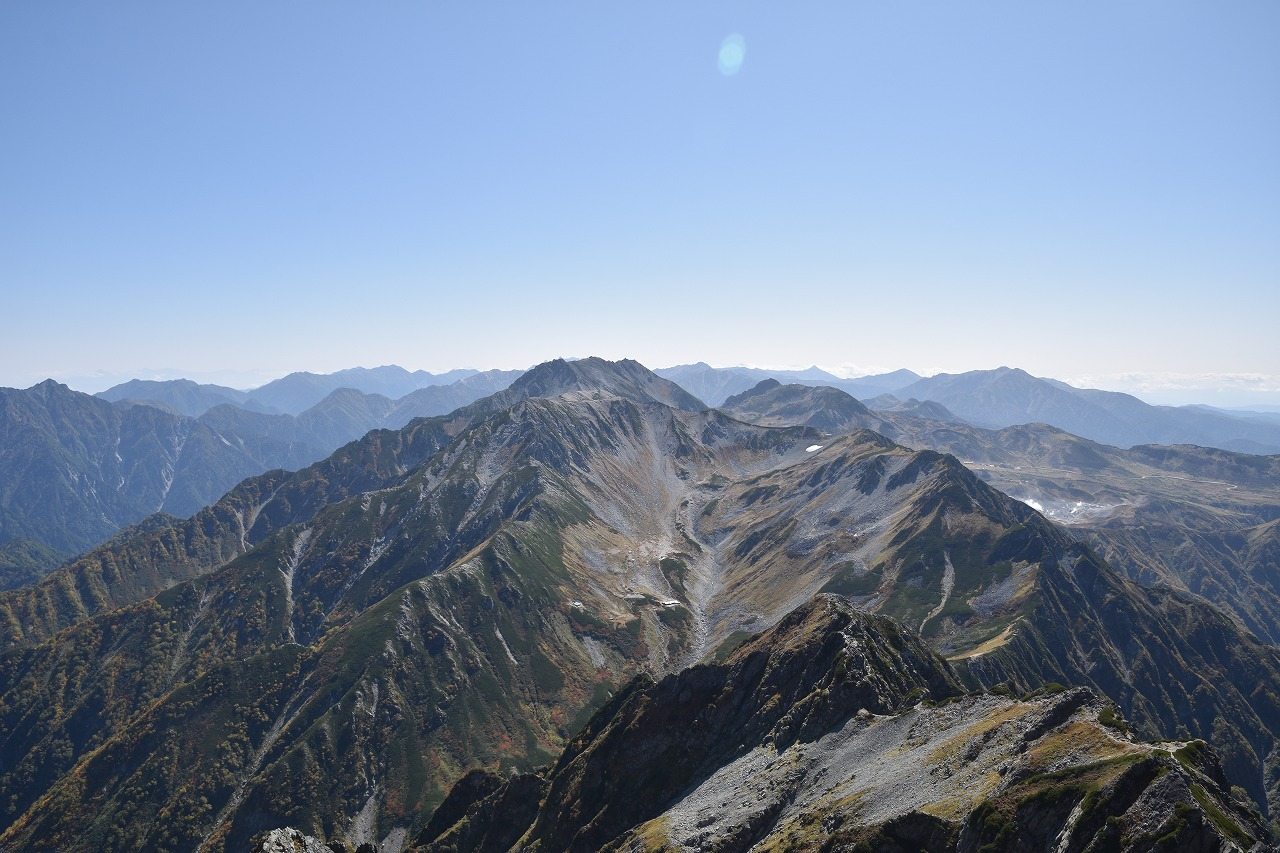
山頂からの眺望。

## 書誌情報
- 『劒岳・点の記』 文藝春秋、1977年。
- 『劒岳〈点の記〉』 文藝春秋〈文春文庫〉、1981年、ISBN 416711223X。
- 『劒岳〈点の記〉』 文藝春秋〈文春文庫〉、2006年、新装版、ISBN 9784167112349。
- 『新版 劒岳〈点の記〉』（映画ノベライズ版、文・山本甲士）、文藝春秋、2009年、ISBN 9784163280608。

## 映画
東映の配給で2009年6月20日に公開。
- 物語の主な舞台となった富山県では6月13日より先行上映されたほか、富山県教育委員会が教育映画に選定し県内小・中学校や高校での鑑賞会も実施した。
- 日本を代表するカメラマンとして活動してきた木村大作の初監督作品である（最初で最後の監督作品と発表されていたが、2014年に監督第2作『春を背負って』が製作された）。沖縄国際映画祭特別招待作品。

### 制作過程
2007年4月に撮影を開始し、2008年8月まで延べ200日以上の撮影が行われ、同年末に完成した。撮影にあたり登場人物の感情を大切にするため芝居部分は原則として順撮りで撮影したほか、東京パートや山麓パートの撮影は愛知県の明治村や富山県の上市町・富山市・立山町で地域住民の協力のもとロケ撮影を行った。
山岳測量のシーンは、「これは撮影ではなく『行』である」「厳しい中にしか美しさはない」「誰かが行かなければ道はできない」を基本方針とし、明治の測量官の目線や感覚を大切にするため、空撮やCG処理に頼らず、多賀谷治をはじめとする立山ガイドの支援のもと、積雪期には体感温度が氷点下40度にも達する立山連峰や剱岳で山小屋やテントに泊まりこみながら明治の測量官が登った山に実際に登って当時の足跡を再現するなど、長期間をかけ丁寧に撮影を行った。
1. プレロケでは監督とスタッフが立山ガイドの支援を受け、ロングショットを主とする実景撮影を実施した。
2. 第1次ロケでは、浅野忠信・香川照之・仲村トオル・小市慢太郎らを交えて、前年秋の調査登山シーンの撮影を実施した。浅野と香川は数カットを撮るために剱沢から池ノ平まで9時間歩いて移動した日もあったという。天候も良く撮影も順調に進み、室堂に初雪が降るのを待って夏八木勲演じる行者を山から下ろすシーンを撮影した[5]。
3. 第2次ロケは明治村で宮崎あおい・役所広司らを交えて東京部分や列車乗降シーンなどの撮影ののち、第1次ロケ参加者以外のキャストも参加して立山山麓や積雪期の立山連峰で撮影。嘘やごまかしの通用しないむき出しの大自然のもと剱岳周辺の山々の測量シーンを撮影した。
4. 第3次ロケ中の2008年6月19日に別山北尾根で落石事故があり録音スタッフが負傷したため撮影が10日ほど中断したが、7月1日から再開された[6]。剱岳山頂へのアタック場面は史実にあわせて7月13日に撮影する予定だったが山頂部の天候不順のため撮影できず、7月17日に再挑戦し、撮影に成功した[5]。

仕上げ段階でも使用するクラシック音楽は既存音源の二次使用ではなく、仙台フィルハーモニー管弦楽団による生音での演奏が使用された。また、試写会は監督の木村が宣伝用の装飾を施した自家用車を自ら運転し、3ヶ月にわたって全国を巡回して実施された。

### 受賞
- 第33回日本アカデミー賞[8]
  - 最優秀監督賞（木村大作）
  - 最優秀助演男優賞（香川照之）
  - 最優秀音楽賞（池辺晋一郎）
  - 最優秀撮影賞（木村大作）
  - 最優秀照明賞（川辺隆之）
  - 最優秀録音賞（石寺健一）
  - 優秀作品賞
  - 優秀脚本賞（木村大作、菊池淳夫、宮村敏正）
  - 優秀主演男優賞（浅野忠信）
  - 優秀美術賞（福澤勝広、若松孝市）
  - 優秀編集賞（板垣恵一）
- 第83回キネマ旬報ベスト・テン
  - 2009年日本映画第3位
  - 日本映画監督賞（木村大作）
- 第22回日刊スポーツ映画大賞・石原裕次郎賞

- - 石原裕次郎賞
- 第52回ブルーリボン賞
  - 作品賞
  - 新人賞（木村大作）
- 第64回毎日映画コンクール
  - 日本映画優秀賞
  - 撮影賞（木村大作）
  - 録音賞（石寺健一）
- 2009年度日本映画ペンクラブ賞（木村大作）
  - 日本映画ベスト5第3位
- 第1回TAMA映画賞
  - 特別賞（木村大作）
- 第5回おおさかシネマフェスティバル
  - 2009年度日本映画ベストテン第2位
  - 監督賞（木村大作）
  - 撮影賞（木村大作）

### 登場人物・キャスト

#### 測量隊
柴崎芳太郎（しばざき よしたろう） - 浅野忠信
参謀本部陸地測量部測量手。山形県大石田町出身で、日本山岳会に勝ちたいと焦りを見せる生田をたしなめる際に山形弁を披露している。測量士として厳しい教育を受け、剱岳測量を命じられる。
宇治長次郎（うじ ちょうじろう） - 香川照之
近代登山の黎明期に活躍した山案内人。現在も「長次郎谷」として剱岳にその名を残す。小さい時から山仕事に励み、山に通じている。
生田信（いくた のぶ） - 松田龍平
測夫。静岡県千頭（現在の榛原郡川根本町）出身。最初は若気の至りで剱岳の初登頂を日本山岳会に奪われまいと柴崎や長次郎をせかしていたが、様々な苦難に出合う中で自然の厳しさや仲間の大切さ・謙虚さの必要性を学んでいく。
木山竹吉（きやま たけきち） - モロ師岡
測夫。鳥取県東伯郡市勢村浦安出身。経験豊かなベテランの測夫で、測量隊の精神的な支えとなる。
宮本金作（みやもと きんさく） - 螢雪次朗
人夫。山登りの名人。現在も薬師岳東面の金作谷カールにその名が残る。
岩本鶴次郎（いわもと つるじろう） - 仁科貴
人夫。剱沢一帯の地理に詳しく、長次郎の懇願で測量隊に加わる。
山口久右衛門（やまぐち きゅううえもん） - 蟹江一平
人夫。最初は剱岳登頂に乗り気ではないが、測量隊と苦難を共にするうちに誰も欠けてはならないという意識を持つようになる。

#### 日本山岳会
小島烏水（こじま うすい） - 仲村トオル
日本山岳会を率いてヨーロッパ製の登山装備と合理的な姿勢で剱岳登頂を目指す。当初は柴崎たちに対して挑発的な態度を取っていたが、純粋に任務を全うしようとする測量隊の姿に触れ、最後は測量隊の功績を誰よりも理解し、最大級の敬意と賛辞を表する。
岡野金次郎（おかの きんじろう） - 小市慢太郎
林雄一（はやし ゆういち） - 安藤彰則
吉田清三郎（よしだ せいざぶろう） - 橋本一郎
木内光明（きうち みつあき） - 本田大輔

#### 陸地測量部
大久保徳明（おおくぼ のりあき） - 笹野高史
陸地測量部長（陸軍少将）。陸軍の威信にかけて測量部による剱岳初登頂という至上命令を下す。
矢口誠一郎（やぐち せいいちろう） - 國村隼
三角科長（中佐）。剱岳登頂を陸軍の体面という尺度でしか捉えない。
玉井要人（たまい かねと） - 小澤征悦
三角科班長（工兵大尉）。柴崎直属の上官。上層部の非情な態度から柴崎の立場を守ろうとする。
水本輝（みずもと あきら） - 田中要次
古参の測量手。経験豊富で上官からの信頼も厚い。剱岳登頂に柴崎を推薦した。

#### その他
柴崎葉津よ（しばざき はつよ） - 宮崎あおい
柴崎の妻。測量という過酷な任務に向かう夫を尊敬し、穏やかに見守る。
宇治佐和（うじ さわ） - 鈴木砂羽
長次郎の妻。葉津よとの手紙のやり取りで、夫を山へ送り出す妻としての気持ちを通わす。
宇治幸助（うじ こうすけ） - タモト清嵐
長次郎の息子。立山信仰の中心地・芦峅寺の宿坊で立山巡拝の手伝いをしており、測量隊を剱岳へ案内しようとする父親に反発する。
岡田佐吉（おかだ さきち） - 石橋蓮司
立山温泉の宿の主人。
牛山明（うしやま あきら） - 新井浩文
富山日報記者。
佐伯永丸（さえき ながまる） - 井川比佐志
立山山麓に位置する集落・芦峅寺の総代。曼荼羅図を使って巡礼者に立山修験道を説く。
行者 - 夏八木勲
過酷な修行を続け山と共に生きており、地元の人々の尊敬を集める。剱岳山頂への登り口を探す柴崎たちに「雪を背負って登り、雪を背負って降りよ」と謎めいた言葉を与え、柴崎ら測量隊の剱岳登頂を心待ちにしながらこの世を去る。
古田盛作（ふるた せいさく） - 役所広司
元陸地測量部測量手。柴崎の先輩で、かつて剱岳の登頂を試みたが断念した経験を持つ。柴崎に助言し、山案内に長次郎を推薦する。

### スタッフ
エンドロールでは「仲間たち」と銘打ち、俳優は主役・準主役…トメと通常通りの順で、スタッフを俳優クレジットに引っ付け、木村大作から各役職・役名を記載せずに左から右にクレジットを流す。このため映画を観ただけでは各スタッフの仕事は何の担当なのかは分からない。オーラスで新田次郎のみ「原作」とクレジットされ「この作品を原作者に捧ぐ 『劒岳 点の記』の仲間たち」と出る珍しい作りになっている。これは前年に公開されたスタジオジブリ制作のアニメーション映画『崖の上のポニョ』にヒントを得た手法と推測される。
- 監督・撮影：木村大作
- 脚本：木村大作、菊池淳夫、宮村敏正
- 製作：坂上順、亀山千広
- 山岳監督：多賀谷治
- 音楽監督：池辺晋一郎
  - 演奏：仙台フィルハーモニー管弦楽団
- 編集：板垣恵一
- 照明：川辺隆之
- 録音：斉藤禎一、石寺健一
- 美術：福澤勝広
- 装飾：若松孝市

- 音響効果：佐々木英世（東洋音響）
- 監督補佐：宮村敏正
- 助監督：濱龍也
- 現像：東京現像所
- 製作統括：生田篤
- 企画協力：藤原正広、藤原正彦、文藝春秋
- プロダクション協力：東宝映画、東映京都撮影所、東映ラボ・テック
- 協力：国土地理院、国土地理院北陸地方測量部
- ロケ協力：富山県、富山市、上市町、立山町、高岡フィルムコミッション、雪国ロケお助け隊、犬山ロケサービスチーム、立山ガイド協会、立山山荘組合、環境省立立山自然保護官事務所、富山森林管理署、富山県山岳連盟、日本山岳会富山支部、富山県警察山岳警備隊　ほか
- プロデュース：菊池淳夫、長坂勉、角田朝雄、松崎薫、稲葉直人
- 制作協力：東映ビデオ、朝日トップス
- 製作プロダクション：東映東京撮影所

### ロケ地
- 立山連峰
- 立山博物館
- 博物館明治村
- 岩峅寺駅
- 日石寺
- 浮田家住宅

### 備考
- 松田龍平演じる生田の救出シーンで、雪崩に巻き込まれた設定の元、松田を数メートルの深さの雪に埋めて撮影したが、松田は酸欠で失神状態になった。しかし松田は弱音を吐かずに演じ続け、実際にこの場面が映画で使われた[9]。
- あいの風とやま鉄道線の富山駅で、2017年3月13日から導入された発車メロディ「四季」は、本作のBGMとして使用されたことから採用された。詳細は各項目を参照。